# 曹履吉
曹履吉（1580年—1642年），字元甫，别號根遂，晚年自署为渔山先生，直隸太平府當塗縣民籍。

## 生平
生于万历八年庚辰正月二十五日，萬曆三十四年（1606年）丙午科應天府鄉試舉人，四十四年（1616年）丙辰科進士，都察院觀政，四十五年丁憂歸。天啓元年正月授户部贵州司主事，天启二年十二月差管海运、新大二仓。四年升郎中，擢浙江按察司杭严兵备佥事，五年三月改调河南提學僉事（學憲），六年十二月加布政使司右参议，照旧管事，七年主河南乡试。崇禎初擢光禄少卿，归，卒崇禎十五年（1642）。工诗善书，有晋唐遗韵。山水画师从倪瓒，笔力高雅，逸格第一。著有《博望山人稿》、《辰文阁集》、《青在堂集》、《携谢阁》。

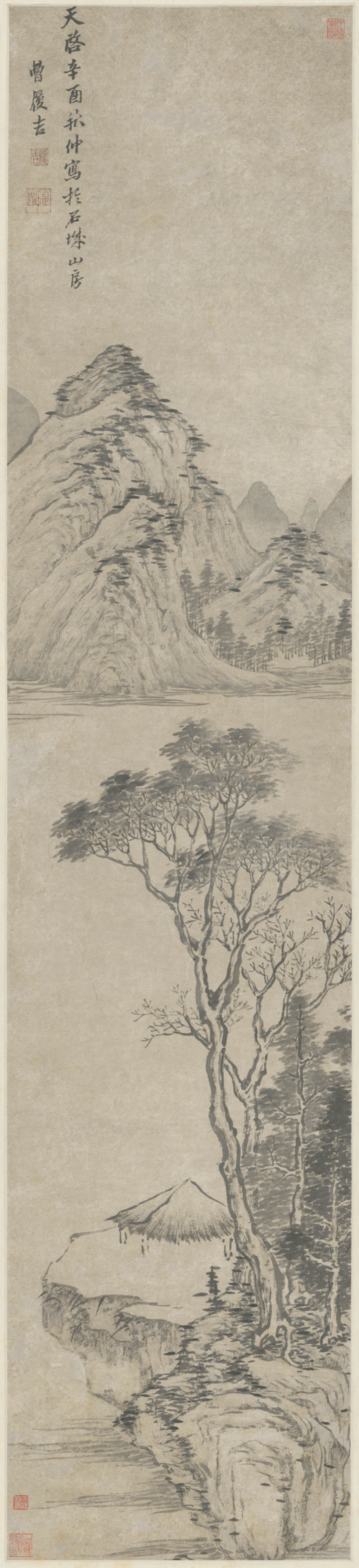
曹履吉绘《山水图》（北京故宫博物院藏）

## 家族
曾祖曹孟秋，寿官。祖曹泮，封文林郎。父曹行健，历任辰溪知县、雷阳郡丞（雷州府同知）。
有子曹台望（阮大铖女婿）、曹台岳（方以智妹夫）、曹台观、曹台繁、曹台珪。